# Райнгольд Бахлер
Райнгольд Бахлер  (нім. Reinhold Bachler, 26 грудня 1944) — австрійський стрибун з трампліна, олімпійський медаліст.

## Виступи на Олімпіадах
| Олімпіада     | Дисципліна             | Місце |
| ------------- | ---------------------- | ----- |
| Гренобль 1968 | інд., норм. трамплін   | 2     |
| Гренобль 1968 | інд., великий трамплін | 6     |
| Саппоро 1972  | інд., норм. трамплін   | 29T   |
| Саппоро 1972  | інд., великий трамплін | 24    |
| Інсбрук 1976  | інд., норм. трамплін   | 6     |
| Інсбрук 1976  | інд., великий трамплін | 5     |

## Зовнішні посилання
- Досьє на sport.references.com